# Arthur Hussey
Arthur Duncan Hussey (* 5. März 1882 in Toledo, Ohio; † 3. April 1915 in Kalifornien) war ein US-amerikanischer Golfer.

## Biografie
Arthur Hussey spielte Golf im Inverness Club in Toledo, Ohio.
Bei den Olympischen Spielen 1904 in St. Louis waren beim Mannschaftswettkampf nur zwei Mannschaften gemeldet. Kurzerhand schlossen sich zehn Spieler zusammen und gingen als United States Golf Association an den Start. Diese Mannschaft, der auch Hussey angehörte, gewann die Bronzemedaille. Im Einzel hingegen schied er bereits in der Qualifikation aus.